# Liste der Wappen im Landkreis Weimarer Land
Diese Liste erfasst alphabetisch geordnet die Wappen der Städte und Gemeinden des Landkreises Weimarer Land in Thüringen (Deutschland).

Wappen des Landkreis Weimarer Land
Der Landkreis Weimarer Land in Thüringen
Der Landkreis Weimarer Land in Deutschland

## Wappen der Städte und Gemeinden
Folgende Gemeinden führen kein Wappen:
| - Ballstedt - Buchfart - Döbritschen - Eberstedt - Frankendorf - Hammerstedt - Hetschburg - Hohenfelden - Kapellendorf | - Kiliansroda - Kleinschwabhausen - Lehnstedt - Mechelroda - Oettern - Tonndorf - Vollersroda - Wiegendorf |

- Landgemeinde
Am Ettersberg
- Stadt
Apolda
- Stadt
Bad Berka
- Stadt und Landgemeinde
Bad Sulza
- Stadt
Blankenhain
- Gemeinde
Ettersburg[1]
- Landgemeinde
Grammetal
- Gemeinde
Großheringen
- Gemeinde
Großschwabhausen
- Landgemeinde
Ilmtal-Weinstraße
- Gemeinde
Klettbach
- Stadt
Kranichfeld[2]
- Stadt
Magdala
- Gemeinde
Mellingen
- Gemeinde
Nauendorf
- Stadt
Neumark[3]
- Gemeinde
Niedertrebra
- Gemeinde
Obertrebra
- Gemeinde
Rittersdorf
- Gemeinde
Schmiedehausen
- Gemeinde
Umpferstedt

## Wappen ehemals selbständiger Gemeinden

Stadt Bad Sulza Ortsteil Auerstedt

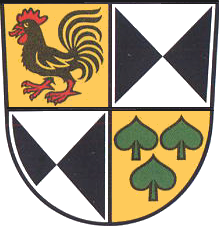
Landgemeinde Am Ettersberg Ortsteil Berlstedt
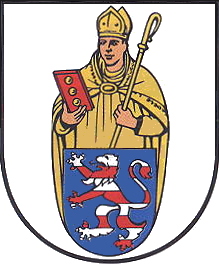
Landgemeinde Am Ettersberg Ortsteil Buttelstedt
Stadt Bad Sulza Ortsteil Flurstedt
Stadt Bad Sulza Ortsteil Gebstedt
Landgemeinde Ilmtal-Weinstraße Ortsteil Goldbach
Landgemeinde Grammetal Ortsteil Isseroda
Stadt Bad Sulza Ortsteil Ködderitzsch
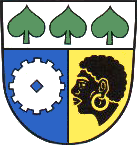
Landgemeinde Am Ettersberg Ortsteil Krautheim
Landgemeinde Ilmtal-Weinstraße Ortsteil Leutenthal
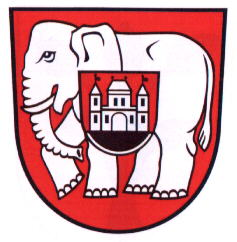
Landgemeinde Ilmtal-Weinstraße Ortsteil Niederroßla
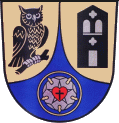
Landgemeinde Grammetal Ortsteil Nohra
Landgemeinde Ilmtal-Weinstraße Ortsteil Oßmannstedt
Stadt Bad Sulza Ortsteil Rannstedt
Stadt Bad Sulza Ortsteil Reisdorf
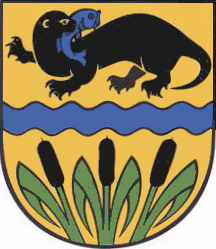
Landgemeinde Ilmtal-Weinstraße Ortsteil Rohrbach
Landgemeinde Grammetal Ortsteil Troistedt
Landgemeinde Ilmtal-Weinstraße Ortsteil Ulrichshalben
Landgemeinde Ilmtal-Weinstraße Ortsteil Wersdorf
Stadt Bad Sulza Ortsteil Wickerstedt
Landgemeinde Am Ettersberg Ortsteil Berlstedt
- Landgemeinde Am Ettersberg
Ortsteil Buttelstedt
Stadt Bad Sulza
Ortsteil Flurstedt
Stadt Bad Sulza
Ortsteil Gebstedt
- Landgemeinde Ilmtal-Weinstraße
Ortsteil Goldbach
- Landgemeinde Grammetal
Ortsteil Isseroda[4]
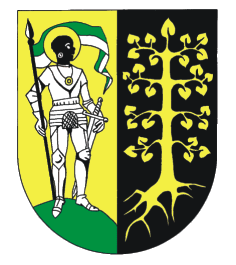
Stadt Bad Sulza
Ortsteil Ködderitzsch
- Landgemeinde Am Ettersberg
Ortsteil Krautheim
- Landgemeinde Ilmtal-Weinstraße
Ortsteil Leutenthal
- Landgemeinde Ilmtal-Weinstraße
Ortsteil Niederroßla
- Landgemeinde Grammetal
Ortsteil Nohra
- Landgemeinde Ilmtal-Weinstraße
Ortsteil Oßmannstedt
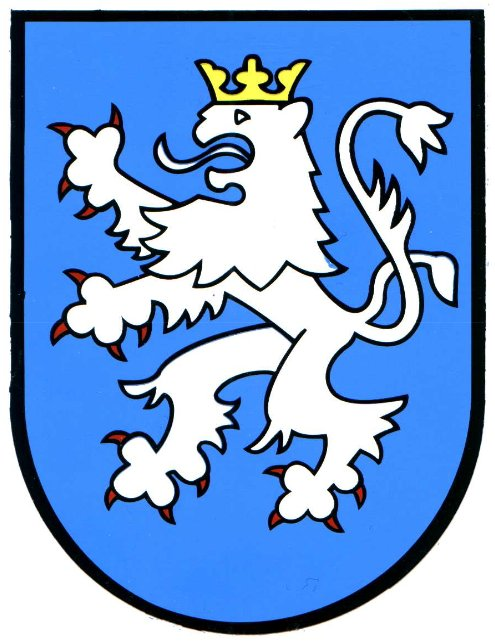
Stadt Bad Sulza Ortsteil Rannstedt
Gemeinde Ettersburg

- Stadt Bad Sulza
Ortsteil Reisdorf
Landgemeinde Ilmtal-Weinstraße
Gemeinde Großheringen
Gemeinde Großschwabhausen
Ortsteil Rohrbach
- Landgemeinde Grammetal
Ortsteil Troistedt
Landgemeinde Ilmtal-Weinstraße Ortsteil Ulrichshalben
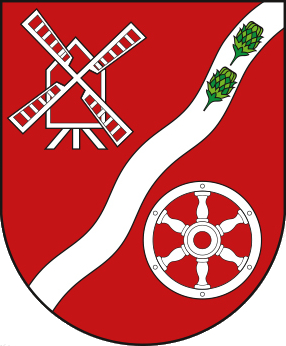
Gemeinde Klettbach

- Landgemeinde Ilmtal-Weinstraße
Ortsteil Wersdorf
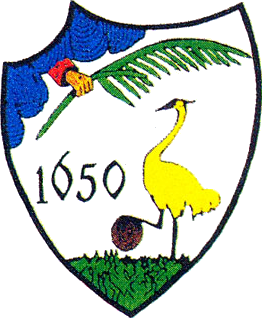
Stadt Bad Sulza Ortsteil Wickerstedt
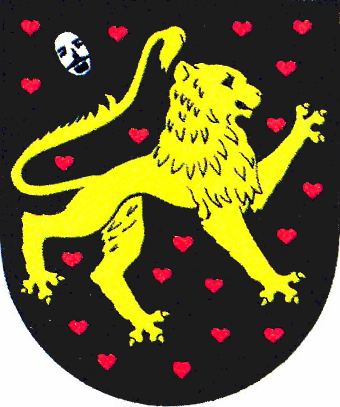
Stadt Magdala
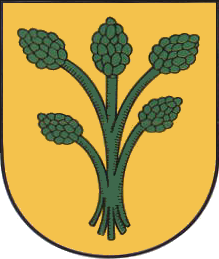
Gemeinde Mellingen
Gemeinde Nauendorf
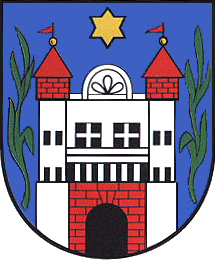
Stadt Neumark
Gemeinde Niedertrebra
Gemeinde Obertrebra
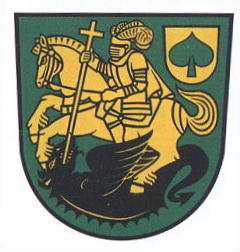
Gemeinde Rittersdorf
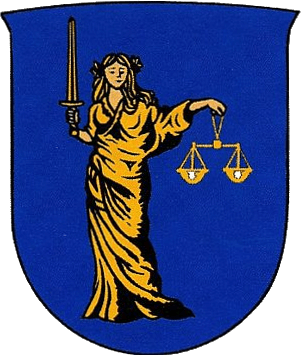
Gemeinde Schmiedehausen
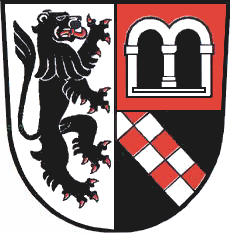
Gemeinde Umpferstedt

## Blasonierungen
1. ↑  Ettersburg: „In Rot eine eingepfropfte silberne Spitze; Feld 1: ein stehendes silbernes Schwert, Feld 2: ein stehender silberner Schlüssel, Feld 3: unten ein roter Reichsapfel gold gebändert.“
2. ↑  Kranichfeld: „Das Wappen zeigt auf weißem (heraldisch: silbernen) Grund auf grünem Feld (Blattwerk) stehend einen gelben (heraldisch: goldenen) Kranich, einen Stein in der erhobenen rechten Kralle haltend, über dem Kranich eine blaue Wolke, aus der eine Hand mit rotem Ärmel einen grünen Palmenzweig reicht, darunter in schwarz die Jahreszahl "1650".“
3. ↑  Neumark: „In Blau eine silberne Burg mit offenem Tor und zwei Seitentürmen mit roten Spitzdächern, goldenen Knäufen und roten Fähnchen, zwischen den Türmen ein halbrunder Ziergiebel, zu beiden Seiten der Burg je ein aufrechter Pflanzenstängel, im Schildhaupt schwebt ein sechsstrahliger Stern.“
4. ↑  Isseroda:Das Gemeindewappen zeigt einen Reiter mit Lanze auf einem Pferd unter einer Ähre.